# PicsArt Photo Studio
PicsArt è un'applicazione per la modifica delle immagini, per effettuare collage con le foto e per la condivisione delle immagini.
PicsArt consente agli utenti di catturare e modificare immagini, disegnare e condividere le proprie immagini con la comunità PicsArt e su altre piattaforme come Facebook e Instagram. L'applicazione è disponibile sui dispositivi mobili iOS, Android e Windows. È disponibile anche su PC con Windows 8.1 o superiore. La società ha ricevuto più di 45 milioni di dollari in fondi di investimento da parte di società come Sequoia Capital, Insight Venture Partners e altre compagnie simili.

## Storia
PicsArt è stato lanciato nel novembre 2011 sui dispositivi Android. È stato creato da Hovhannes Avoyan e Artavazd Mehrabyan. L'applicazione è stata scaricata 35 milioni di volte durante il suo primo anno di vita. PicsArt per iOS è stato lanciato nel gennaio 2013 per iPhone. Nel maggio dello stesso anno, è stato lanciato per l'iPad. L'app aveva quasi 2 milioni di utenti giornalieri attivi e 4 milioni di utenti registrati entro gennaio 2013. Nel novembre 2013, due anni dopo il suo lancio, PicsArt aveva raggiunto 90 milioni di installazioni e aveva quasi 25 milioni di utenti attivi mensili. Nel dicembre 2013, PicsArt è diventato disponibile per i dispositivi dotati di Windows Phone.
A gennaio 2014, PicsArt è diventato disponibile sui dispositivi che supportano Windows 8. A marzo, l'applicazione ha raggiunto 100 milioni di installazioni su Android, 30 milioni di utenti attivi, 60.000 immagini caricate ogni giorno e una comunità di oltre 11 milioni di utenti. Nel giugno 2014, PicsArt è stato lanciato per tutti i dispositivi dotati di Windows 8.1. A tre anni di vita, l'app ha raggiunto 175 milioni di installazioni, 50 milioni di utenti mensili e aveva 18,5 milioni di utenti nella propria piattaforma. Nel 2015, l'azienda ha lanciato un programma educativo sulla scienza dei dati in Armenia. Da allora, oltre 400 studenti hanno conseguito la laurea e 50 sono stati assunti dall'azienda stessa.
Nel 2016 PicsArt ha raggiunto 75 milioni di utenti attivi mensili. Ha continuato a introdurre nuove funzionalità, tra cui le gallerie remix,  una fotocamera ridisegnata, caratteristiche di personalizzazione e altri miglioramenti nei dispositivi iOS, Android e Windows.
Nel 2017, PicsArt ha lanciato la chat Remix, un sistema di messaggistica in cui gli utenti possono condividere le immagini direttamente in gruppi e modificarli collettivamente con gli amici. PicsArt ha anche annunciato che ha raggiunto 90 milioni di utenti attivi mensili. Natal'ja Vodjanova è entrata nel team PicsArt per ispirare la comunità e creare immagini su importanti temi sociali.